# Palpares speciosus
Palpares speciosus är en insektsart som först beskrevs av Carl von Linné 1758.  Palpares speciosus ingår i släktet Palpares och familjen myrlejonsländor. Inga underarter finns listade i Catalogue of Life.